# IMule
iMule (невидимый Mule) — свободный анонимный клиент файлообменной сети, который использует анонимные соединения с помощью сети I2P и сети Kad.
iMule создан на базе исходного кода aMule и работает в сети I2P и Kad-сети. В отличие от сети EDonkey, используемой в клиентах eMule и aMule, которые подключаются к серверам и раскрывают всю идентификационную информацию — ip-адреса и т. д. — iMule скачивает и отдает файлы без раскрытия своего ip-адреса и какой-либо идентификационной информации, весь входящий и исходящий трафик подвергается четырёхуровневому шифрованию в сети I2P.
iMule разработан как анонимный клиент файлообменной сети. С версии 1.2.3 маршрутизатор входит в поставку программы и исходный код, так что никакого дополнительного ПО для подключения к сети I2P не требуется. Если пользователь хочет использовать другие возможности сети I2P (BitTorrent, Gnutella, анонимную электронную почту и анонимные веб-сайты) то требуется установить весь пакет.
Будучи похожим на aMule, iMule старается быть максимально переносимым и кроссплатформенным с использованием библиотеки wxWidgets. В данный момент клиент поддерживает Linux, Mac OS X, различные BSD-подобные операционные системы, Windows и Solaris.
iMule может быть скачан с официального веб-сайта, зеркала, и через ed2k-ссылки.